# 22442 Blaha
22442 Blaha è un asteroide della fascia principale. Scoperto nel 1996, presenta un'orbita caratterizzata da un semiasse maggiore pari a 2,1911159 UA e da un'eccentricità di 0,0277920, inclinata di 0,87962° rispetto all'eclittica.